# Rolle (Cison di Valmarino)
Rolle è una frazione di Cison di Valmarino, in provincia di Treviso.
Si trova in area di valore paesaggistico, sui colli attraversati dalla Strada del prosecco che collega Conegliano e Valdobbiadene. Nel 2004 Rolle è divenuto il primo borgo italiano tutelato dal Fondo per l'Ambiente Italiano.

## Storia
Ricordata anticamente come Arrollis, il toponimo potrebbe avere una connessione con rubus, termine che rimanda alla presenza di rovi o altrimenti a una zona franosa. Una teoria più fantasiosa lo avvicina ad olla, in riferimento alla produzione di vasi in terracotta, attività di grande rilevanza sino al secolo scorso.
A partire dal Duecento le vicende del paese furono legate alla presenza di una comunità benedettina, della quale resta ancora parte del monastero.

## Monumenti e luoghi d'interesse

### Chiesa dei Santi Giacomo e Filippo
La chiesa di Rolle, intitolata a San Giacomo e a San Filippo, è posta nel centro del piccolo borgo, su un rialzo raggiungibile attraverso una scalinata. Si tratta di una struttura di antichissima origine, le cui forme attuali si devono ai lavori di ristrutturazione del XVIII secolo, quando l'allora vescovo Lorenzo Da Ponte la elevò a parrocchia (oggi rientra in quella di Cison di Valmarino).
La facciata a capanna timpanata, che guarda a ovest sulla vallata antistante, è aperta solo da un portale rettangolare e da un rosone. All'interno sono conservate opere di Egidio Dall'Oglio.
A destra della chiesa si erge il campanile, caratterizzato da un'appuntita cuspide e aperto, a livello della cella campanaria, da una serliana per lato.
Sul retro della chiesa trova posto il vecchio cimitero.

## Cultura
È luogo ricorrente nelle poesie di Andrea Zanzotto, dove il suo nome è trasfigurato nel senhal Dolle: nel 2009 il poeta ha pubblicato (in Conglomerati) un testo intitolato L'aria di Dolle, ove Rolle è definita una cartolina inviata dagli dèi. Il verso del poeta è tutt'oggi riportato sulla fontana al centro del paese.
Rolle ha inoltre dato i natali a Giuseppe Lorenzoni, astronomo e scienziato della seconda metà dell'Ottocento, a cui è dedicata una via.